# Vladimir Iastrebceak
Vladimir Valerievici Iastrebceak (în rusă Владимир Валерьевич Ястребчак; n. 9 octombrie 1979, Tiraspol, RSS Moldovenească, URSS – d. 11 mai 2024, Tiraspol, Republica Moldova) a fost un om politic din Transnistria, care a îndeplinit funcția de ministru al afacerilor externe al autoproclamatei Republici Moldovenești Nistrene (2008–2012).

## Biografie
Vladimir Iastrebceak s-a născut la data de 9 octombrie 1979, în orașul Tiraspol din RSS Moldovenească, în familia unor funcționari de naționalitate ucraineană. A absolvit în anul 2001 Facultatea de Jurisprudență a Universității de Stat „T.G. Șevcenko” din Tiraspol.
În perioada studiilor universitare, a lucrat ca șef de personal la Centrul de stat de testare și certificare a calității produselor alimentare (mai 1999 – octombrie 2000) și apoi ca specialist șef la Ministerul Justiției al republicii separatiste transnistrene (octombrie 2000 – martie 2001).
În mai 2001 a fost angajat în Ministerul Afacerilor Externe al autoproclamatei Republici Moldovenești Nistrene, fiind numit în anul 2003 ca șef al Direcției juridice. La data de 14 februarie 2007, este promovat în funcția de prim-viceministru al afacerilor externe. La 3 mai 2007 i s-a acordat gradul diplomatic de consilier clasa I.
În octombrie 2007, prim-viceministrul Vladimir Iastrebceak a declarat în presa rusă că reluarea negocierilor dintre autoritățile de la Tiraspol și Chișinău nu este posibilă atâta timp cât Republica Moldova exercită presiuni economice asupra Transnistriei, întreprinderile transnistrene nemaiputând să-și exporte mărfurile decât cu acordul Chișinăului, după semnarea unui acord interguvernamental cu Ucraina și introducerea unui nou regim vamal în martie 2006.
Prin Decretul președintelul Igor Smirnov din 27 iunie 2008, Vladimir Iastrebceak a fost numit în funcția de ministru interimar al afacerilor externe, în locul lui Valeri Lițkai aflat în concediu medical. În această calitate, el a fost prezentat în fața angajaților Ministerului Afacerilor Externe transnistrean. La data de 1 iulie 2008, Lițkai a fost demis, iar tânărul Iastrebceak a devenit ministru titular al afacerilor externe.
Vladimir Iastrebceak a fost decorat cu Ordinul „Gloria Muncii” și cu Medaliile „Pentru muncă susținută” și „A 15-a aniversare a RMN”. A fost căsătorit.